# سینت لارنس (کامیونیتی)، ویسکانسین
سینت لارنس (به انگلیسی: Saint Lawrence) یک منطقهٔ مسکونی در ایالات متحده آمریکا است که در شهرستان واشینگتن، ویسکانسین واقع شده‌است. سینت لارنس ۳۳۴٫۰۶ متر بالاتر از سطح دریا واقع شده‌است.